# 管口亞綱
管口亞綱（學名：Cyrtophoria），亦作叶咽亚纲（層狀咽頭亞綱, Phyllopharyngia），俗稱管口類，是纖毛蟲門原生生物之下的一個分類元，屬於九大類群的其中之一，有物種150種。依據纖毛蟲門物種的形態學分類特徵，本亞綱物種最明顯之處就是其「咽管状口器」，而且「纤毛集中于腹侧」，具有异质性大核。
此外，本分類元「是纤毛门中较混乱的类群之一」，一方面由於其个体微小，另一方面亦较为欠缺相關研究。現時本分類元在很多生物數據庫記載的還是2010年前後的文獻參考。

## 分類
管口亞綱原為管口目（Cyrtophorida），舊屬原生动物门纤毛亚门的动基片纲（Kinetofragminophora）下口亚纲（Hypostomata）。
龔駿等(2005)以Lynn & Small(2002)的体系为参照，將當時仍是管口目以下的40个属分离归入到3个亚目内的10个科。綜合近期文獻，管口亞綱包括下列各分類元：
- 斜管目 Chilodonellida Deroux, 1994：原為斜管亚目 Chilodonellina Deroux, 1994[9]
  - 斜管科 Chilodonellidae Deroux, 1970
  - 腹管科 Gastronautidae Deroux, 1994
- 齒管目 Chlamydodontida 吉爾伯特·德魯（法语：Deroux）, 1976[3]：原為齿管亚目 Chlamydodontina[9]
  - 齿管科 Chlamydodontidae Stein, 1859
  - Chitonellidae
  - 冰原科 Kryoprorodontidae Alekperov & Mamajeva, 1992
  - Chilodonellidae
  - 林奇科 Lynchellidae Jankowski, 1968
- 偏体目 Dysteriida Deroux, 1976：原為偏体亚目（Dysteriina）[9][11]，舊屬叶咽亚纲[12]，下領四科[13]：
  - 宽管科 Aegyrianidae Deroux, 1994
  - 偏体科 Dysteriidae Claparède & Lachmann, 1858
  - 哈特曼科 Hartmannulidae Poche, 1913
  - 科偌科 Kyaroikeidae Sniezek & Coats, 1996
  - 边毛科 Plesiotrichopidae Deroux, 1976